# Camille Sermeová
Camille Sermeová (* 4. dubna 1989 Créteil) je francouzská hráčka squashe. Je profesionálkou od roku 2005. Jejím trenérem je Philippe Signoret.
Je dvanáctinásobnou mistryní Francie, trojnásobnou juniorskou mistryní Evropy (2006, 2007 a 2008) a šestinásobnou seniorskou mistryní Evropy (2012, 2013, 2014, 2015, 2016 a 2017). Na mistrovství světa ve squashi získala čtyři bronzové medaile ve dvouhře (2010, 2016, 2017 a 2019) a na mistrovství světa družstev ve squashi byla s francouzským týmem třetí v letech 2016 a 2018. Vyhrála British Open Squash Championships 2015, US Open 2016 a Turnaj mistryň v letech 2017 a 2020. Na Světových hrách získala ve dvouhře bronz v roce 2013 a zlato v roce 2017. Jejím nejlepším umístěním na světovém žebříčku byla druhá příčka.
V roce 2007 získala cenu Professional Squash Association pro nejlepší mladou hráčku a v roce 2009 cenu za největší zlepšení.